# Sender Villingen-Schwenningen (Wöschhalde)
Der Sender Villingen-Schwenningen (Wöschhalde) ist eine Sendeanlage der Deutschen Telekom im Bereich Ultrakurzwelle (UKW). Der 83 Meter hohe Sendemast befindet sich im Ortsteil Wöschhalde der Stadt Villingen-Schwenningen. Baulich handelt es sich um einen Typenturm vom Typ 10/84.

## Frequenzen und Programme

### Analoges Radio (UKW)
Folgende Hörfunkprogramme werden vom Sender Villingen-Schwenningen (Wöschhalde) auf UKW abgestrahlt:
| Frequenz (MHz) | Programm                        | RDS-PS            | RDS-PI                | Regionalisierung | ERP (kW) | Antennendiagramm rund (ND)/ gerichtet (D) | Polarisation horizontal (H)/ vertikal (V) |
| -------------- | ------------------------------- | ----------------- | --------------------- | ---------------- | -------- | ----------------------------------------- | ----------------------------------------- |
| 101,2          | Radio 7                         | RADIO_7_          | D70B (regional), D30B | Tuttlingen       | 0,1      | ND                                        | H                                         |
| 102,0          | antenne 1 Neckarburg Rock & Pop | antenne1/NCKRBURG | 170B                  | -                | 3        | ND                                        | H                                         |

### Analoges Fernsehen (PAL)
Bis zur Umstellung auf DVB-T wurden folgende analogen Fernsehprogramme gesendet:
| Kanal | Frequenz (MHz) | Programm | ERP (kW) | Sendediagramm rund (ND)/ gerichtet (D) | Polarisation horizontal (H)/ vertikal (V) |
| ----- | -------------- | -------- | -------- | -------------------------------------- | ----------------------------------------- |
| 47    | 679,25         | Sat.1    | 0,063    | D                                      | V                                         |